# Bojan Danovski
Bojan Ivanov Danovski, (in bulgaro: Боян Иванов Дановски) accreditato anche come B. Danovski (Ruse, 19 agosto 1899 – Sofia, 9 marzo 1976), è stato un attore e regista bulgaro.

## Biografia

### Giovinezza e maturazione artistica
Di famiglia ebrea, nacque nella città di Ruse, Bulgaria, nel 1899. Il padre era un carpentiere e la famiglia si trasferì a Sofia nei primi anni del Novecento. Egli si diplomò al primo ginnasio maschile, intraprendendo studi umanistici e subito dopo la prima guerra mondiale si trasferì all'estero, a Milano, per studiare mal volentieri ingegneria, che gli avrebbe assicurato un lavoro sicuro e stabile, tuttavia Danovski non si laureò mai poiché non riuscì a pagare le varie tasse scolastiche.
Tornato in Bulgaria negli anni venti si dedicò interamente alla propria passione per la letteratura e fece di tutto, dai lavori più disparati, per mantenere sé e i propri studi ed interessi. Da questo periodo deriva il suo forte interesse per il teatro e decise di partire alla volta della Germania con il compagno Zlatan Dudov per studiare in una compagnia teatrale. Dal 1928 al 1932 visse a Darmstadt, Berlino e Parigi e diede tutto se stesso alla scuola di Bertolt Brecht.
Tuttavia, dopo l'ascesa al potere di Hitler, dovette tornare nella terra natia, in cerca di sicurezza.

### Carriera successiva
Negli anni trenta, Bojan Danovski fece il suo debutto alla regia come manager di una compagnia di attori teatrali semi-professionali, i quali avevano inclinazioni rivoluzionarie e pro-Russia. Danovski sviluppò il metodo di recitazione di Konstantin Stanislavskij, ma fu incriminato dalla polizia e interrogato al Ministero degli Interni. La Gestapo comunque non lo perdeva mai di vista, anche per il suo coinvolgimento con il processo del rivoluzionario Georgi Dimitrov per l'incendio del Reichstag.
Dalla fine della seconda guerra mondiale, egli lavorò alla fondazione della Scuola Nazionale di Teatro, oggi Accademia Nazionale di Teatro e Arti Cinematografiche (NATFA), di Sofia e divenne uno dei primi bulgari a insegnare presso una classe avanzata di recitazione. Diresse, in questo periodo, il film Trochka parva del 1956, che partecipò al Festival di Cannes. Passò il resto della propria vita in vari lavori e attività per le radici della drammaturgia e industria cinematografica bulgare.
Bojan Danovski morì a Sofia all'età di 78 anni. Gli è stato intitolato il Teatro Bojan Danovski nella città di Pernik.